# Euphorbia nicholasii
Euphorbia nicholasii är en törelväxtart som beskrevs av Robertus Cornelis Hilarius Maria Oudejans. Euphorbia nicholasii ingår i släktet törlar, och familjen törelväxter. Inga underarter finns listade i Catalogue of Life.